# Pro Patria Gallaratese G.B. 1996-1997
Questa pagina raccoglie le informazioni riguardanti la Pro Patria Gallaratese nelle competizioni ufficiali della stagione 1996-1997.

## Stagione
Nella stagione 1996-97 la Pro Patria ha disputato il girone A del campionato di Serie C2, con 51 punti ha ottenuto il terzo posto in classifica, ha disputato la semifinale playoff, perdendola con la Pro Sesto, ha vinto (0-1) a Sesto San Giovanni e perso (0-2) in casa, il torneo è stato vinto con 64 punti dal Lumezzane che ha ottenuto la promozione diretta in Serie C1, la seconda promossa è stata il Lecco che ha vinto i payoff. Agli ordini di Carlo Garavaglia una Pro Patria ampiamente rinnovata, al termine del girone di andata i bustocchi hanno 21 punti a metà classifica, vuoi per l'inserimento a dicembre di Claudio Lunini in attacco, vuoi per una miglior alchimia di squadra, i tigrotti si mettono a volare, ottengono due sonanti (5-1) a Crema e con il Tempio, e raggiungono i playoff, nel girone di ritorno hanno fatto meglio di tutti, con 30 punti raccolti. Ai barrages si fa concreta la speranza di salire in C1, dopo la vittoriosa trasferta (0-1) con la Pro Sesto, poi però tutto viene vanificato dalla sconfitta patita (0-2) allo Speroni il 9 giugno. La prossima stagione per i bustocchi sarà ancora C2. Nella Coppa Italia di Serie C i tigrotti eliminano il Varese nel primo turno, la Solbiatese nel secondo turno, mentre nel terzo turno vengono esclusi dal torneo dal Monza.

## Rosa
| N. |                   | Ruolo | Calciatore          |
| -- | ----------------- | ----- | ------------------- |
|    | Italia (bandiera) | C     | Valentino Angeloni  |
|    | Italia (bandiera) | D     | Roberto Bandirali   |
|    | Italia (bandiera) | D     | Fabio Barbieri      |
|    | Italia (bandiera) | D     | Ivan Brambilla      |
|    | Italia (bandiera) | C     | Massimiliano Brizzi |
|    | Italia (bandiera) | C     | Walter Curti        |
|    | Italia (bandiera) | C     | Dino Giannascoli    |
|    | Italia (bandiera) | A     | Daniele Guerzoni    |
|    | Italia (bandiera) | D     | Cisco Guida         |
|    | Italia (bandiera) | P     | Paolo Locatelli     |
|    | Italia (bandiera) | A     | Claudio Lunini      |

| N. |                   | Ruolo | Calciatore         |
| -- | ----------------- | ----- | ------------------ |
|    | Italia (bandiera) | D     | Marco Mazziotti    |
|    | Italia (bandiera) | D     | Luca Paganini      |
|    | Italia (bandiera) | D     | Roberto Pellizzari |
|    | Italia (bandiera) | C     | Gianluca Peron     |
|    | Italia (bandiera) | A     | Ferdinando Piro    |
|    | Italia (bandiera) | P     | Luca Davide Righi  |
|    | Italia (bandiera) | A     | Tommaso Rocchi     |
|    | Italia (bandiera) | C     | Claudio Rusconi    |
|    | Italia (bandiera) | C     | Sabino Sardella    |
|    | Italia (bandiera) | D     | Silvio Toniolo     |
|    | Italia (bandiera) | D     | Andrea Tubaldo     |

## Risultati

### Campionato

#### Girone di andata
| Arbitro: | Alario (Civitavecchia) |

|              |           |             |
| Angeloni 40’ | Marcatori | 34’ Frattin |

| Lecco 8 settembre 1996 2ª giornata | Lecco           | 0 – 0 | Pro Patria | Stadio Mario Rigamonti\| Arbitro: \| Maselli (Lucca) \| |
| Arbitro:                           | Maselli (Lucca) |       |            |                                                         |

| Busto Arsizio 15 settembre 1996 3ª giornata | Pro Patria          | 0 – 0 | Solbiatese | Stadio Carlo Speroni\| Arbitro: \| Mandolito (Cosenza) \| |
| Arbitro:                                    | Mandolito (Cosenza) |       |            |                                                           |

| Arbitro: | S. Aiyroldi (Salerno) |

|           |           |           |
| Righi 26’ | Marcatori | 47’ Guida |

| Arbitro: | Ingenito (Nocera Inferiore) |

|                             |           |  |
| Rocchi 64’ (rig.) Guida 68’ | Marcatori |  |

| Cittadella 6 ottobre 1996 6ª giornata | Cittadella          | 0 – 0 | Pro Patria | Stadio Piercesare Tombolato\| Arbitro: \| Lombardi (Lanciano) \| |
| Arbitro:                              | Lombardi (Lanciano) |       |            |                                                                  |

| Arbitro: | Strocchia (Nola) |

|  |           |                     |
|  | Marcatori | 59’ (rig.) Guerzoni |

| Busto Arsizio 20 ottobre 1996 8ª giornata | Pro Patria               | 0 – 0 | Cremapergo | Stadio Carlo Speroni\| Arbitro: \| Sebastianelli (Ciampino) \| |
| Arbitro:                                  | Sebastianelli (Ciampino) |       |            |                                                                |

| Leffe 3 novembre 1996 9ª giornata | Leffe            | 0 – 0 | Pro Patria | Stadio Carlo Martinelli\| Arbitro: \| Rigolon (Trento) \| |
| Arbitro:                          | Rigolon (Trento) |       |            |                                                           |

| Busto Arsizio 10 novembre 1996 10ª giornata | Pro Patria        | 0 – 0 | Varese | Stadio Carlo Speroni\| Arbitro: \| Mariani (Perugia) \| |
| Arbitro:                                    | Mariani (Perugia) |       |        |                                                         |

| Arbitro: | Zaltron (Bassano del Grappa) |

|                         |           |             |
| Brizzi 27’ Guerzoni 41’ | Marcatori | 56’ Baldini |

| Arbitro: | Buda (Pescara) |

|                              |           |                          |
| Pierotti 3’, 14’ Panetto 45’ | Marcatori | 13’ Piro 65’ Giannascoli |

| Arbitro: | Ferrarini (Parma) |

|  |           |             |
|  | Marcatori | 75’ Cortesi |

| Arbitro: | Griselli (Livorno) |

|  |           |                |
|  | Marcatori | 3’ Giannascoli |

| Arbitro: | Vittoria (Napoli) |

|  |           |                  |
|  | Marcatori | 39’ (rig.) Serra |

| Arbitro: | Ferone (Terni) |

|         |           |            |
| Pau 52’ | Marcatori | 39’ Lunini |

| Arbitro: | Raccichini (Voghera) |

|  |           |                           |
|  | Marcatori | 31’ Di Nicola 88’ Beretta |

#### Girone di ritorno
| Arbitro: | Battaglia (Messina) |

|  |           |           |
|  | Marcatori | 60’ Curti |

| Arbitro: | D'Agostini (Frosinone) |

|                       |           |  |
| Rocchi 31’ Brizzi 53’ | Marcatori |  |

| Arbitro: | Linfatici (Viareggio) |

|                            |           |  |
| Quaresmini 69’ Temelin 90’ | Marcatori |  |

| Arbitro: | Fraracci (Reggio Emilia) |

|             |           |            |
| Toniolo 74’ | Marcatori | 53’ Artico |

| Voghera 16 febbraio 1997 22ª giornata | Voghera            | 0 – 0 | Pro Patria | Stadio Giovanni Parisi\| Arbitro: \| Nicotera (Aprilia) \| |
| Arbitro:                              | Nicotera (Aprilia) |       |            |                                                            |

| Arbitro: | Ciampi (Pisa) |

|                 |           |             |
| Lunini 78’, 79’ | Marcatori | 33’ Colitti |

| Arbitro: | Zenere (Schio) |

|                                  |           |  |
| Brizzi 26’ Lunini 35’ Rocchi 51’ | Marcatori |  |

| Arbitro: | Ingenito (Nocera Inferiore) |

|              |           |                                                                |
| Menegatti 2’ | Marcatori | 1’, 20’ Lunini 24’ (aut.) Ragnoli 46’ Rusconi 49’ (aut.) Aresi |

| Busto Arsizio 16 marzo 1997 26ª giornata | Pro Patria         | 0 – 0 | Leffe | Stadio Carlo Speroni\| Arbitro: \| Griselli (Livorno) \| |
| Arbitro:                                 | Griselli (Livorno) |       |       |                                                          |

| Varese 29 marzo 1997 27ª giornata | Varese          | 0 – 0 | Pro Patria | Stadio Franco Ossola\| Arbitro: \| Ferlito (Prato) \| |
| Arbitro:                          | Ferlito (Prato) |       |            |                                                       |

| Arbitro: | Papini (Perugia) |

|              |           |               |
| Cazzella 66’ | Marcatori | 16’ Bandirali |

| Arbitro: | Campofiorito (Chiavari) |

|                                                      |           |            |
| Rocchi 12’, 32’ Rusconi 18’ Barbieri 73’ Tubaldo 91’ | Marcatori | 71’ Nativi |

| Arbitro: | Pascariello (Lecce) |

|                 |           |  |
| Maffioletti 12’ | Marcatori |  |

| Busto Arsizio 27 aprile 1997 31ª giornata | Pro Patria             | 0 – 0 | Mestre | Stadio Carlo Speroni\| Arbitro: \| Silvestrini (Macerata) \| |
| Arbitro:                                  | Silvestrini (Macerata) |       |        |                                                              |

| Arbitro: | Vendramin (Castelfranco Veneto) |

|             |           |                   |
| R. Gori 78’ | Marcatori | 14’ (rig.) Rocchi |

| Arbitro: | Borelli (Roma) |

|            |           |           |
| Brizzi 15’ | Marcatori | 25’ Fiori |

| Sesto San Giovanni 18 maggio 1997 34ª giornata | Pro Sesto       | 0 – 0 | Pro Patria | Stadio Ernesto Breda\| Arbitro: \| Cossero (Udine) \| |
| Arbitro:                                       | Cossero (Udine) |       |            |                                                       |

### Playoff
| Arbitro: | Manari (Teramo) |

|  |           |            |
|  | Marcatori | 40’ Brizzi |

| Arbitro: | Urbano (Carbonia) |

|  |           |                                  |
|  | Marcatori | 35’ (aut.) Brambilla 43’ Brocchi |

## Coppa Italia
| Busto Arsizio 24 agosto 1996 1º turno - Andata | Pro Patria        | 0 – 0 | Varese | Stadio Carlo Speroni\| Arbitro: \| Urbano (Carbonia) \| |
| Arbitro:                                       | Urbano (Carbonia) |       |        |                                                         |

| Arbitro: | Semeraro (Taranto) |

|  |           |                     |
|  | Marcatori | 40’ (rig.) Guerzoni |

| Arbitro: | Zenere (Schio) |

|            |           |            |
| Faccio 88’ | Marcatori | 17’ Brizzi |

| Busto Arsizio 2 ottobre 2º turno - Ritorno | Pro Patria          | 0 – 0 | Solbiatese | Stadio Carlo Speroni\| Arbitro: \| Manganelli (Milano) \| |
| Arbitro:                                   | Manganelli (Milano) |       |            |                                                           |

| Arbitro: | Rotondi (Piombino) |

|                |           |          |
| Cancellato 72’ | Marcatori | 20’ Piro |

| Arbitro: | Cossero (Udine) |

|  |           |                |
|  | Marcatori | 77’ Cancellato |